# Ледоколы проекта 97
Ледоколы проекта 97 — серия ледокольных судов специальной постройки для работы в сложных ледовых условиях, ставшая наиболее массовой серией, построенной в СССР. Первоначально строились в качестве вспомогательных (служебно-вспомогательных) судов — ледоколов — для обслуживания портов с тяжёлой ледовой обстановкой. Показали отличные характеристики, в связи с чем на их основе были созданы пограничные сторожевые корабли (проект 97П), патрульные ледоколы для ВМФ (проект 97АП), а также гидрографические суда (проекты 97Д и 97Б) и одно научно-исследовательское судно (проект 97Н). Всего в период c 1960-го по 1981 годы было построено 32 ледокола девяти различных модификаций.

## Назначение
В середине 1950-х годов Советский Союз приступил к разработке новой конструкции дизель-электрического ледокола, способного удовлетворить потребности как гражданских, так и военно-морских операторов. В то время торговый флот в основном полагался на устаревшие паровые ледоколы, многие из которых были построены в эпоху императорской России и должны были завершить свой эксплуатационный срок в ближайшие годы. Кроме того, советские пограничники располагали лишь одним ледовым судном для патрулирования северной границы страны — пограничным сторожевым кораблём «Пурга» проекта 52, который был заложен ещё в 1938 году, но поступил на вооружение только в 1957 году.
Техническая разработка новых ледоколов была поручена ленинградскому Центральному конструкторскому бюро № 15 (ЦКБ-15), ныне известному как Центральное конструкторское бюро «Айсберг» (входит в государственную Объединённую судостроительную корпорацию), которое спроектировало корпуса ледоколов на основе пароход-ледокола «Илья Муромец» — бывшего немецкого «Эйсбар» (нем. Eisbär), построенного в Швеции для Германии в 1942 году, и позже переданного Советскому Союзу в качестве военных репараций в 1946 году. Дискуссии во время технических совещаний иногда становились жаркими, особенно когда инженеры-кораблестроители попытались включить в проект как гражданские, так и военные требования. Одним из источников разногласий был носовой винт, который считался необходимым для ледокольных операций в Балтийском море и других неарктических водах, но подверженным повреждениям в более тяжёлых ледовых условиях Арктики.
После того как был разработан окончательный проект, строительство ледоколов проекта 97 и его производных было поручено ленинградскому Адмиралтейскому заводу. Строительство первой серии, состоявшей из 3-винтовых ледоколов, шло быстрыми темпами: корпуса собирались бок о бок на стапеле и спускались на воду при технической готовности от 60 до 80 %. В 1960—1971 годах верфь ежегодно поставляла до трёх судов, часто в различных конфигурациях, одновременно внедряя различные технические усовершенствования, разработанные в ходе эксплуатации первых судов серии. Вторая серия уже 2-винтовых ледоколов была построена в 1973—1981 годах: восемь пограничных сторожевых кораблей проекта 97П (два из них строились по заказу ВМФ СССР как суда обеспечения) и одно научно-исследовательское судно проекта 97Н.
Имея в общей сложности 32 судна, построенных в различных конфигурациях за более чем два десятилетия, проект 97 является самым большим и продолжительным классом ледоколов и ледокольных судов, построенных в мире. За исключением атомных ледоколов, они также были единственными отечественными послевоенными ледоколами как в Советском Союзе, так затем и в России вплоть до строительства ледоколов проекта 21900 в конце 2000-х годов.

## Проект
После окончания Великой Отечественной войны для проводки судов во льдах и обеспечения портов, в том числе для нужд ВМФ, а также потребности пограничных войск КГБ СССР в обеспечении охраны государственной границы в арктической зоне, требовались новые ледокольные суда. На Техническом совете Министерства морского флота СССР (ММФ СССР) в июле 1955 года началось обсуждение проекта судов которые смогли бы выполнять эти функции. Позже заместитель руководителя Группы наблюдения за проектированием и постройкой судов М. Я. Роговский вспоминал:
… требовалось создать ледокол, удовлетворяющий основным положениям технического задания, и совместить требования с военно-морскими силами, и одновременно некоторые положения технического задания диктовали необходимость в дальнейшем проектировании таких элементов, которые чрезвычайно трудно совместить… Например, необходимость работы в портовых водах с осуществлением буксировки, с морскими переходами. Это наложило отпечаток на весь проект.
Согласно приказу Министерства судостроительной промышленности СССР № 0111 в обеспечение Постановления Совета министров СССР от 18 мая 1957 года № 538-272 по договору с Управлением кораблестроения Военно-морского флота СССР от 19 декабря 1957 года приступили к разработке проекта в Центральном конструкторском бюро № 15 (ныне ЦКБ «Айсберг»). Проект получил номер 97. Работы начались под руководством главного конструктора А. Н. Василевского и проектировщиков Н. А. Сенькина и В. А. Пахомова. В основу лёг принцип строения ледокольных судов «американского» типа, при котором добавляется носовой винт. При отработке теоретического чертежа был взят корпус ледокола «Илья Муромец», построенного для Германии в Швеции, и первоначально носившего имя Eisbär. В проекте обводы корпуса этого судна были измены и выполнены без плоских участков. Весомый вклад в проект внёс опыт строительства и эксплуатации пограничного сторожевого корабля «Пурга» проекта 52. Эксплуатационные качества новых ледокольных судов обеспечивались за счёт прочности корпуса, толщины обшивки, особой формы форштевня и наличием носовых, кормовых и бортовых цистерн, с помощью которых можно было бы изменять дифферент и крен судна. Гребные винты со съёмными лопастями изготавливались из стали.

### Развитие проекта
На основе базового проекта (проект 97 — ледоколы для Военно-морского флота СССР) были созданы модификации:
- проект 97А — ледоколы по заказу Министерства морского флота СССР;
- проект 97К — дооборудованные ледоколы проекта 97А по заказу ВМФ СССР;
- проект 97Е — ледокол по заказу Германской Демократической Республики;
- проект 97АП — патрульные ледоколы по заказу ВМФ СССР. Проект был создан в ЦКБ «Айсберг» для несения патрульной службы на концевых участках Северного морского пути. У данных ледоколов, в отличие от базовых, было увеличено водоизмещение, автономность и дальность плавания экономическим ходом, а также установлена усовершенствованная аппаратура связи и навигации[1];
- проект 97Д — суда для Гидрографического предприятия Министерства морского флота СССР;
- проект 97Б — судно для Гидрографической службы ВМФ СССР;
- проект 97П — пограничные сторожевые корабли для Главного управления пограничных войск КГБ СССР (по кодификации НАТО — Ivan Susanin-class icebreaker and border patrol ship). Проект был создан в конце 1960-х годов в интересах морских частей пограничных войск КГБ СССР для несения дозорной службы в водах с тяжёлой ледовой обстановкой и вытеснения ледоколов США и Канады из арктической зоны СССР;
- проект 97Н — научно-исследовательский ледокол по заказу Государственного комитета по гидрометеорологии и контролю природной среды СССР. Главный конструктор — Б. А. Оливер. Наблюдение за проектированием и постройкой осуществлялось группой специалистов Арктического и антарктического НИИ. Данное судно стало первым в СССР ледоколом, специально созданным для проведения комплексных исследований в арктических морях. Судно принадлежало Мурманскому управлению гидрометеослужбы СССР[6].

## Конструкция

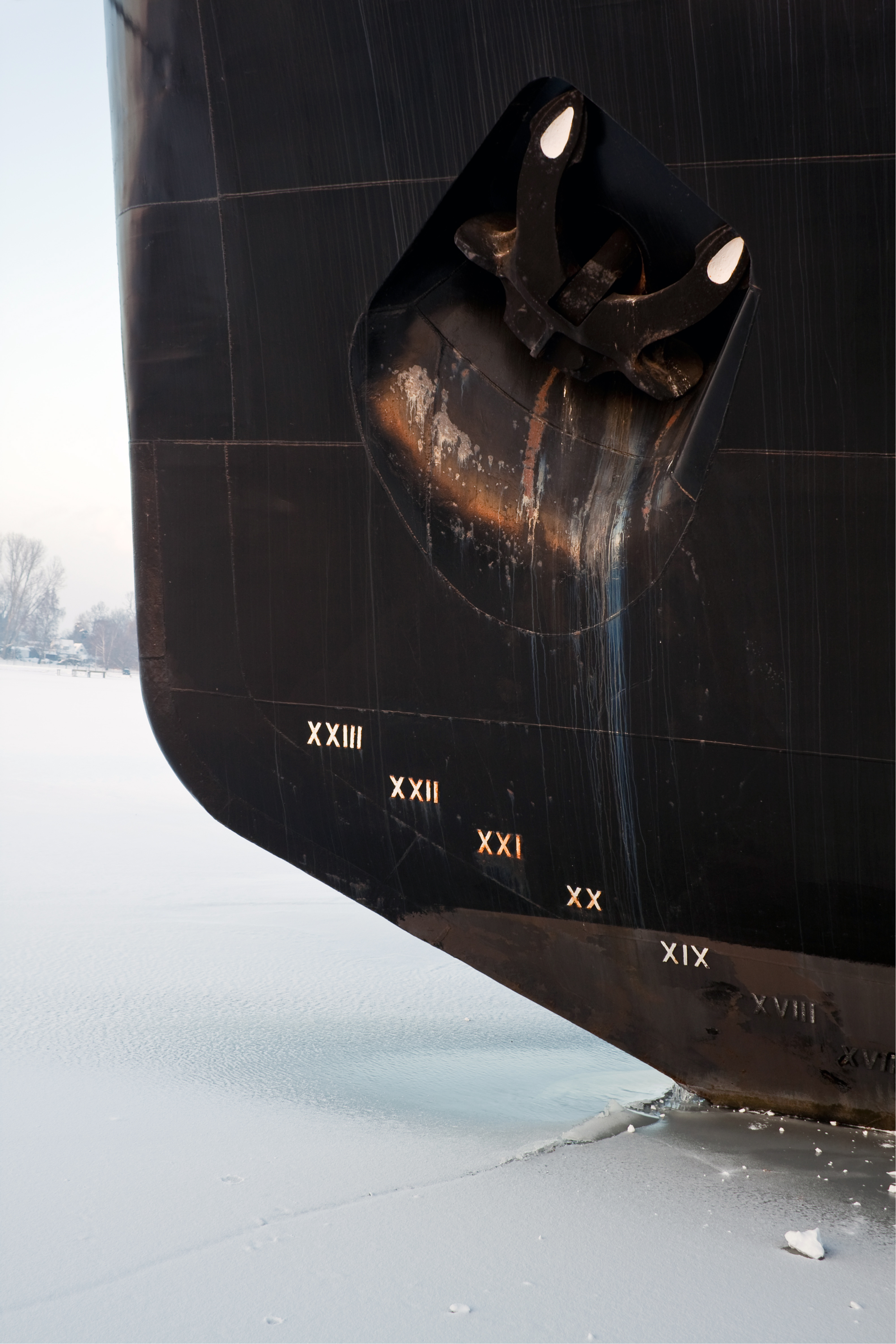
Нос ледокола Stephan Jantzen проекта 97Е.

На всех модификациях проекта 97 были применены усовершенствования:
- для осушения колодцев через дополнительные трубы в корме применили водоструйные эжекторы работающие от противопожарной магистрали;
- внедрена система рециркуляции забортной воды для охлаждения главной энергетической установки (ГЭУ), в случае если ледовые ящики будут заблокированы шугой и мелким льдом;
- подведена индивидуальная смазка на подушки упорных подшипников балансирного типа по всей поверхности гребня;
- использованы синтетические волокна и смолы для антикоррозионной защиты;
- создано специальное устройство, позволяющее менять сальниковую набивку дейдвудов на плаву без помощи водолазов;
- бакаутовые подшипники были заменены резино-металлическими вкладышами, что позволило снизить цену и увеличить временной ресурс дейдвудных подшипников;
- была создана оптимальная конструкция типового фундамента под механизмы и агрегаты, работающие с нагрузкой;
- разработана новая конструкция пламегасительных сеток.

### Тактико-технические характеристики
Главные размерения и основные тактико-технические характеристики
| Характеристики   | Характеристики | Проект | Проект | Проект | Проект | Проект | Проект | Проект | Проект | Проект |
| Характеристики   | Характеристики | 97     | 97А    | 97К    | 97Е    | 97АП   | 97Д    | 97Б    | 97П    | 97Н    |
| ---------------- | -------------- | ------ | ------ | ------ | ------ | ------ | ------ | ------ | ------ | ------ |
| Водоизмещение, т | полное         | 2935   | 2935   | 2935   | 2935   | 3350   | —      | 3450   | 3710   | 3700   |
| Водоизмещение, т | стандартное    | —      | —      | —      | —      | —      | —      | —      | 2785   | —      |
| Дедвейт, т       | Дедвейт, т     | 880    | 880    | 880    | 880    | —      | —      | —      | —      | —      |
| Длина, м         | наибольшая     | 67,7   | 67,7   | 67,7   | 67,64  | —      | —      | 70,1   | 70     | 73     |
| Длина, м         | по КВЛ         | —      | —      | —      | —      | —      | —      | —      | 62     | —      |
| Ширина, м        | наибольшая     | 18,06  | 18,06  | 18,06  | 18,28  | —      | —      | —      | 18,1   | 18,6   |
| Ширина, м        | по КВЛ         | 17,5   | 17,5   | 17,5   | —      | —      | —      | —      | 17,5   | —      |
| Осадка, м        | Осадка, м      | 5,35   | 5,35   | 5,35   | 5,64   | 6,3    | —      | 6,4    | 6,14   | 6,6    |
| 1.               |                |        |        |        |        |        |        |        |        |        |

Проекты 97, 97А, 97К и 97Е
- осадка (проекты 97, 97А и 97К):
  - порожнего судна:
    - носом: 4,75 м,
    - кормой: 4,41 м,
    - средняя: 4,58 м;

  - в полном грузу по летнюю грузовую марку в морской воде:
    - носом: 5,09 м,
    - кормой: 5,61 м,
    - средняя: 5,35 м;
- максимальная осадка (проект 97Е): 5,64 м;
- валовая регистровая вместимость: 2305 рег. т;
- полный запас дизельного топлива: 512,5 т;
- суточный расход топлива:
  - на стоянке: 4 т,
  - на ходу: 25 т.

Проект 97АП
- дальность плавания экономическим ходом: 6700 миль.

Проект 97Д
Суда данного проекта были дооборудованы лабораториями и помещениями для размещения научных сотрудников общей площадью около 50 м2.
Проект 97Б
- дальность плавания: 13 100 миль;
- автономность: 60 суток.

Единственное судно данного проекта («Владимир Каврайский») было оборудовано вертолётной посадочной площадкой (ВППл).
Проект 97П
- высота от основной плоскости до клотика мачты: 33 м;
- скорость полного хода: 15,4 узлов;
- дальность плавания:
  - полным ходом: 6000 миль,
  - экономическим ходом: 10 700 миль;
- автономность: 50 суток.

На кораблях данного проекта отсутствуют носовой гребной винт и соответственно вращающий его электродвигатель с валопроводом. Все корабли проекта 97П были оборудованы ВППл.
Проект 97Н
- высота борта: 8,3 м;
- дальность плавания экономическим ходом: 11 000 миль;
- автономность: 55 суток.

На борту было оборудовано 14 лабораторий для различных работ по океанологии, гидрохимии, гидрологии и метеорологии. Как и на ПСКР проекта 97П, на единственном судне проекта 97Н («Отто Шмидт») отсутствуют носовой гребной винт и вращающий его электродвигатель с валопроводом.

### Судовая энергетическая установка

#### Проекты 97, 97А, 97К, 97Е, 97АП, 97Д и 97Б
Главная энергетическая установка
3-вальная дизель-электрическая на постоянном токе:
- 3 дизель-генератора 13Д100 номинальной мощностью по 1250 кВт[9]:
  - 3 дизеля типа Д100 (10Д20,7/2×25,4),
  - 3 генератора постоянного тока типа ПГ-145 (2-якорные: 2 × 625 кВт, 2 × 400 В);
- мощность ГЭУ: 5400 л. с.[10] (3 × 1800 л. с.);
- гребные электродвигатели:
  - 2 электродвигателя постоянного тока типа ПГ-147 (кормовые: 2 × 2400 л. с.)[11],
  - 1 электродвигатель постоянного тока типа ПГ-146 (носовой: 1 × 1600 л. с.)[11];
- движитель: 3 винта фиксированного шага.

Схема электроснабжения позволяет обеспечить следующие режимы:
- работу 1-го из 2-х дизель-генераторов на носовой гребной электродвигатель;
- работу 2-х любых дизель-генераторов на 2 кормовых гребных электродвигателя;
- работу 3-х дизель-генераторов на 2 кормовых гребных электродвигателя;
- работу любого дизель-генератора на 2 кормовых гребных электродвигателя.

Вспомогательная энергетическая установка
Вспомогательная энергетическая установка (ВЭУ) — вспомогательный источник энергии, не предназначенный для приведения судна в движение, обеспечивающий питанием его системы боевой и повседневной жизнедеятельности. ВЭУ на ледоколах проекта 97 общей мощностью 600 кВт включала в себя:
- 3 дизель-генератора переменного тока типа ДГТ200/1 мощностью по 200 кВт с дизелями типа 6Ч25/34.

Стояночный дизель-генератор
Предназначен для снабжения электроэнергией повседневных систем жизнедеятельности судна при якорной стоянке на рейде или швартовах у необорудованного пирса. На ледоколах проекта 97:
- 1 дизель-генератор переменного тока мощностью 100 кВт.

#### Проекты 97П и 97Н
Главная энергетическая установка
2-вальная дизель-электрическая на постоянном токе:
- 3 дизель-генератора 13Д100 номинальной мощностью по 1250 кВт[9]:
  - 3 дизеля типа Д100 (10Д20,7/2×25,4),
  - 3 генератора постоянного тока типа ПГ-145 (2-якорные: 2 × 625 кВт, 2 × 400 В);
- мощность ГЭУ[12]:
  - проект 97П: 5400 л. с. (3 × 1800 л. с.),
  - проект 97Н: 5100 л. с. (3 × 1700 л. с.);
- мощность гребных электродвигателей: 4800 л. с.[12]:
  - 2 электродвигателя постоянного тока типа ПГ-147 по 2400 л. с.[11];
- движитель: 2 винта фиксированного шага.

Вспомогательная энергетическая установка
- проект 97П: 5 дизель-генераторов переменного тока мощностью по 200 кВт с дизелями типа 6Ч25/34[12];
- проект 97Н: 5 дизель-генераторов переменного тока мощностью по 200 кВт + 1 дополнительный аварийный дизель-генератор переменного тока мощностью 100 кВт[12].

### Вооружение

#### Проекты 97 и 97АП
Вооружение по проекту:
- 1 × 2 — 57-мм автомат ЗИФ-31Б[13];
- 1 × 2 — 25-мм автомат 2М-3М[13].

#### Проект 97П
Вооружение по проекту:
- 1 × 2 — 76-мм артустановка АК-726 с радиолокационной системой управления (РЛСУ) МР-105 «Турель»;
- 2 × 30-мм автомата АК-630 с РЛСУ МР-123 «Вымпел»[14][c];
- РЛС общего обнаружения МР-302 «Рубка»;
- 1 ВППл для вертолёта Ка-27ПС (ранее Ка-25ПС)[a];
- 1 катер проекта 1390 (командирский);
- 1 катер проекта 338П (рабочий).

Кроме того по некоторым источникам на «Дунае» и «Неве»: 2 × 4 ПУ ЗРК (16 ЗУР).

### Обитаемость и экипаж
Состав экипажа на ледоколах различных проектов несколько отличался:
- проекты 97, 97А, 97К, 97АП и 97Д: 42 человека (+ 14 человек научного персонала на проекте 97Д);
- проект 97Е: 17 человек;
- проект 97Б: 63 человека + 17 человек научного персонала;
- проект 97П: 123 человека (включая 10 офицеров);
- проект 97Н: 54 человека + 30 человек научного персонала.

### Оборудование навигации и связи
На ледоколах проекта 97 имелось достаточно совершенное на время проектирования навигационное оборудование и оборудование связи:
Навигационное оборудование
- магнитные компасы:
  - главный — УКП-М1,
  - путевой — КМ-М3;
- гирокомпас «Курс-4»;
- радиопеленгатор СРП-5;
- навигационная РЛС (НРЛС) «Дон»;
- эхолот НЭЛ-5;
- лаг МГЛ-25 (5 шт.).

Оборудование связи
- главная радиостанция:
  - передатчик «Блесна-СВ»,
  - приёмник «Волна-К»;
- эксплуатационная радиостанция:
  - передатчик «Блесна-КВМ»,
  - приёмник «Волна-К»;
- аварийная радиостанция:
  - передатчик АСП-3-0,06,
  - приёмник ПАС-3;
- диспетчерский передатчик: «Акация» Р-609М;
- шлюпочный передатчик «Шлюп» (2 шт.);
- автоаларм (устройство для подачи аварийных сигналов) АПМ-54П;
- автодатчик сигналов АПСТБ-1;
- радиотрансляция «Берёзка».

## Строительство
Суда строились в Ленинграде на «Адмиралтейском заводе» (с 31 января 1972 года — «Ленинградское Адмиралтейское объединение»). Военные представители по приёмке заказов: капитан 3-го ранга А. Е. Яковлев (проект 97), майор В. Н. Нестеров (проект 97АП и 97Б) и капитан 3-го ранга Ю. А. Лихачёв (проект 97П). Основными руководителями работ по строительству серии ледоколов в разное время были инженеры: А. Г. Мадера, Б. И. Артемьев, К. В. Вераксо, С. И. Карпов, Н. С. Красюк, Е. Н. Литонов, В. М. Мокеев, И. В. Пилюков, Д. А. Валявин, Н. Д. Дворников, И. С. Драпкин, А. А. Конторин, И. Е. Литонов, Ю. А. Поляков, В. Н. Романов, М. А. Сибирцев, В. А. Таланов.

## Представители проекта
Цвета таблицы:
 Белый  — современный статус неизвестен;
 Зелёный  — действующее в составе ВМФ или других силовых ведомств России;
 Жёлтый  — действующее в составе иностранных ВМС или как гражданское судно;
 Синий  — находится в ремонте или на модернизации;
 Красный  — списано, утилизировано или потеряно;
 Серый  — выведено за штат, находится на консервации, хранении или отстое.
| Название | Проект | Зав. № | Дата закладки | Спуск на воду | Ввод в строй | Списание   | Состояние | Примечание |
| --- | ------ | ------ | ------------- | ------------- | ------------ | ---------- | --- | --- |
| «Добрыня Никитич» | 97     | 760    | 20.12.1959    | 10.05.1960    | 31.12.1960   | 1998       | Утилизировано | → Северный флот |
| «Пурга» | 97     | 761    | 31.05.1960    | 10.12.1960    | 23.10.1961   | 01.06.2012 | 2 января 2013 года получило течь и легло на грунт, позже поднято и в 2018 году утилизировано в Санкт-Петербурге      | → Балтийский флот |
| «Вьюга» | 97     | 763    | 05.05.1961    | 20.01.1962    | 16.07.1962   | 1991       | Утилизировано | Тихоокеанский флот |
| «Василий Прончищев»,до 1966 года — «Ледокол-1» | 97А    | 762    | 13.12.1960    | 28.04.1961    | 30.12.1961   | 1989       | Утилизировано | Северное морское пароходство ММФ СССР |
| «Афанасий Никитин»,до 1966 года — «Ледокол-2»,IMO 6500791                                                                                              | 97А    | 764    | 01.11.1961    | 31.05.1962    | 01.11.1962   | 28.05.1995 | Утилизировано в Аланге (Индия)                                                                                       | Черноморское морское пароходство: Черноморско-Азовское управление АСПТР → Морская аварийно-спасательная служба |
| «Харитон Лаптев»,до 1966 года — «Ледокол-3»,IMO 6500806                                                                                                | 97А    | 765    | 10.02.1962    | 11.08.1962    | 25.12.1962   |            | Современный статус неизвестен                                                                                        | → Сахалинское морское пароходство |
| «Василий Поярков»,до 1966 года — «Ледокол-4», после 1988 года — «Пояр» (перегонное название),IMO 6500777                                               | 97А    | 766    | 13.08.1962    | 16.03.1963    | 26.07.1963   | 1988       | Утилизировано | Дальневосточное морское пароходство ММФ СССР |
| «Ерофей Хабаров»,до 1966 года — «Ледокол-5»,IMO 6500789                                                                                                | 97А    | 767    | 05.04.1963    | 24.08.1963    | 07.12.1963   | 1993       | Утилизировано | → Дальневосточное морское пароходство |
| «Иван Крузенштерн»,до 1966 года — «Ледокол-6»,IMO 6501496                                                                                              | 97А    | 768    | 20.01.1964    | 29.04.1964    | 27.10.1964   |            | | → Балтийское морское пароходство, с 2003 года — Санкт-Петербургский филиал Росморпорта, с 2011 года — Северо-Западный бассейновый филиал Росморпорта                                                                               |
| «Владимир Русанов»,до 1966 года — «Ледокол-7», после 1986 года — Vlad,IMO 6508171                                                                      | 97А    | 769    | 30.03.1964    | 25.07.1964    | 28.12.1964   | 1988       | Утилизировано | Одесский экспедиционный отряд АСПТР |
| «Семён Челюскин»,до 1966 года — «Ледокол-8», после 12.09.1988 г. — Semyon Chelyuskin,IMO 6514522                                                       | 97А    | 770    | 12.12.1964    | 28.02.1965    | 11.08.1965   | н/д        | Утилизировано | Северо-Восточное управление ММФ СССР; 12.09.1988 г. списано и продано во Вьетнам: ВМС Вьетнама до списания в 1990-х годах |
| «Илья Муромец» | 97К    | 771    | 10.03.1965    | 30.06.1965    | 28.12.1965   | 06.1993    | Утилизировано | Заложено по проекту 97А, дооборудовано по проекту 97К; → Тихоокеанский флот |
| «Юрий Лисянский»,до 1966 года — «Ледокол-9»,IMO 6521850                                                                                                | 97А    | 772    | 30.06.1965    | 31.08.1965    | 30.12.1965   | ~2021      | Ожидает утилизации (данные 2023 года)                                                                                | → Балтийское морское пароходство (Экспедиционный отряд АСПТР); в 2000-х годах принадлежал различным российским частным компаниям; в 2010-х — начале 2020-х годов: Северо-Западный бассейновый филиал Росморпорта                   |
| «Буран» | 97К    | 773    | 21.01.1966    | 16.05.1966    | 24.10.1966   |            | | Заложено по проекту 97А, дооборудовано по проекту 97К; → Балтийский флот |
| «Фёдор Литке»,IMO 7020085 | 97А    | 780    | 12.01.1970    | 29.07.1970    | 14.12.1970   | 2013       | Утилизировано в июне 2014 года                                                                                       | → Сахалинское морское пароходство; с 2000 года — Сахалинское бассейновое аварийно-спасательное управление Госморспасслужбы России, с 2010 года — Сахалинский филиал ФГУП «Балтийское бассейновое аварийно-спасательное управление» |
| «Иван Москвитин»,IMO 7117383 | 97А    | 781    | 02.11.1970    | 25.03.1971    | 01.09.1971   | 1997       | Утилизировано | Черноморское морское пароходство ММФ СССР; с 1978 года: → Дальневосточное морское пароходство |
| «Семён Дежнёв»,IMO 7119446 | 97А    | 782    | 30.03.1971    | 31.08.1971    | 28.12.1971   |            | | → Балтийское морское пароходство, с 2003 года — Санкт-Петербургский филиал Росморпорта, с 2011 года — Северо-Западный бассейновый филиал Росморпорта                                                                               |
| Stephan Jantzen,в 2005—2006 годах — Stephan, в 2006—2008 годах — Ice King,IMO 7117486                                                                  | 97Е    | 775    | 15.09.1966    | 30.12.1966    | 30.11.1967   | 2008       | | BBB (Росток); с 1990 года: WSA Stralsund (Штральзунд), с 2009 года — судно-музей (Росток) |
| «Садко» | 97АП   | 777    | 22.06.1967    | 28.06.1968    | 06.11.1968   |            | Современный статус неизвестен                                                                                        | → Тихоокеанский флот |
| «Пересвет» | 97АП   | 778    | 10.07.1968    | 29.01.1969    | 28.07.1970   | 23.04.2011 | Продано на слом | → Северный флот |
| «Пётр Пахтусов»,до 1966 года — «Ледокол-10», в 1971—1975 годах — «Менделеев», после 1997 года — Prabhavi (название перегонное на разделку),IMO 6614358 | 97Д    | 774    | 21.05.1966    | 08.08.1966    | 30.12.1966   | 15.01.1998 | Утилизировано в Аланге (Индия)                                                                                       | Гидрографическое предприятие ММФ СССР; с 1992 года: Архангельская гидрографическая база |
| «Георгий Седов»,IMO 7117137 | 97Д    | 776    | 03.01.1967    | 15.06.1967    | 30.12.1967   | 1992       | Утилизировано | Гидрографическое предприятие ММФ СССР; с 1992 года: Провиденская гидрографическая база |
| «Владимир Каврайский»,после 03.2012 г. — ПКЗ-86 | 97Б    | 779    | 25.02.1969    | 31.10.1969    | 31.12.1969   |            | Современный статус неизвестен (с 07.2011 г. использовалось в качестве плавучей казармы)                              | → Северный флот |
| «Иван Сусанин» | 97П    | 02650  | 31.07.1972    | 28.02.1973    | 30.12.1973   |            | | → Тихоокеанский флот |
| «Айсберг» | 97П    | 02651  | 17.10.1973    | 27.04.1974    | 25.12.1974   | 20.06.2006 | Утилизировано | Морские части пограничных войск КГБ СССР → Береговая охрана Пограничной службы ФСБ России |
| «Руслан» | 97П    | 02652  | 26.12.1973    | 28.05.1974    | 26.09.1975   |            | | → Северный флот |
| «Анадырь»,до 1976 года — «Днепр», до 11.04.1992 г. — «Имени XXV съезда КПСС»                                                                           | 97П    | 02653  | 16.07.1975    | 14.02.1976    | 30.09.1976   | 03.11.2015 | Утилизировано в июле 2019 года                                                                                       | Морские части пограничных войск КГБ СССР → Береговая охрана Пограничной службы ФСБ России |
| «Дунай» | 97П    | 02654  | 24.12.1976    | 05.08.1977    | 31.12.1977   | 20.09.2017 | Утилизировано в июле 2019 года                                                                                       | Морские части пограничных войск КГБ СССР → Береговая охрана Пограничной службы ФСБ России |
| «Нева» | 97П    | 02655  | 23.11.1977    | 28.07.1978    | 27.12.1978   |            | | Морские части пограничных войск КГБ СССР → Береговая охрана Пограничной службы ФСБ России |
| «Волга» | 97П    | 02656  | 27.12.1979    | 19.04.1980    | 26.12.1980   |            | | Морские части пограничных войск КГБ СССР → Береговая охрана Пограничной службы ФСБ России |
| «Мурманск»,до 11.04.1992 г. — «Имени XXVI съезда КПСС», до 05.1996 г. — «Иртыш»                                                                        | 97П    | 02657  | 22.04.1980    | 03.07.1981    | 25.12.1981   | 2013       | Списано | Морские части пограничных войск КГБ СССР → Береговая охрана Пограничной службы ФСБ России |
| «Отто Шмидт»,IMO 7828671 | 97Н    | 02783  | 27.12.1977    | 27.12.1978    | 30.08.1979   | 1996       | С 11.11.1991 г. по 08.08.1996 г. стояло в Мурманске, далее продано частной компании и утилизировано в Аланге (Индия) | Мурманское управление гидрометеослужбы СССР; с 1992 года: Гидрометфлот |

## Оценка проекта
Ледоколы проекта 97 стали самыми массовыми кораблями класса ледоколов, построенными для отечественного флота. Первоначально они предназначались для работы в арктических широтах, но затем их обязанности расширили, на их базе стали создавать научно-исследовательские и пограничные корабли для работы в условиях Арктики.
В 1990-е годы часть кораблей продали на слом, но некоторые продолжают служить и трудиться для России в Арктических водах.
Одной из главных проблем ледоколов базового проекта 97 и всех его модификаций была сильная подверженность бортовой качке на открытой воде, характеризующейся довольно существенной амплитудой и периодом около 7 с, которую так и не удалось решить до конца. На научно-исследовательском ледоколе «Отто Шмидт» проекта 97Н путём несколько более рационального распределения масс с одновременным подбором более оптимальной формы надводных обводов корпуса удалось увеличить период качки до 9—10 с, а установка пассивного успокоителя качки (цистерны Фрама 1-го рода) — немного уменьшить её амплитуду. Пограничные сторожевые корабли проекта 97П, несмотря на установленные на них 2 успокоительные цистерны, из-за бортовой качки получили у моряков прозвище «бабуины».

## Галерея

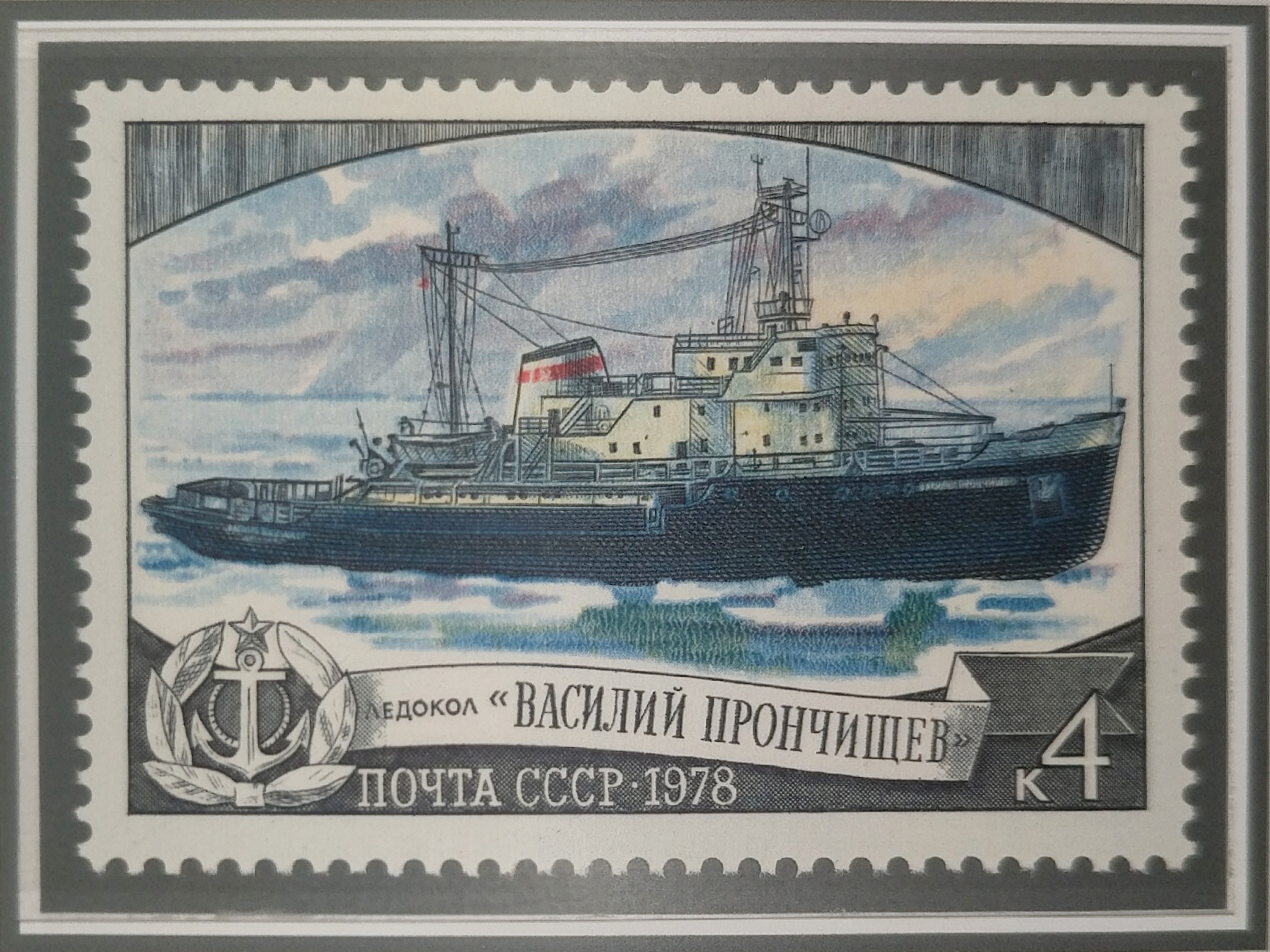
Изображение ледокола «Василий Прончищев» проекта 97А на почтовой марке СССР (ЦФА [АО «Марка»] № 4925), 1978 год.
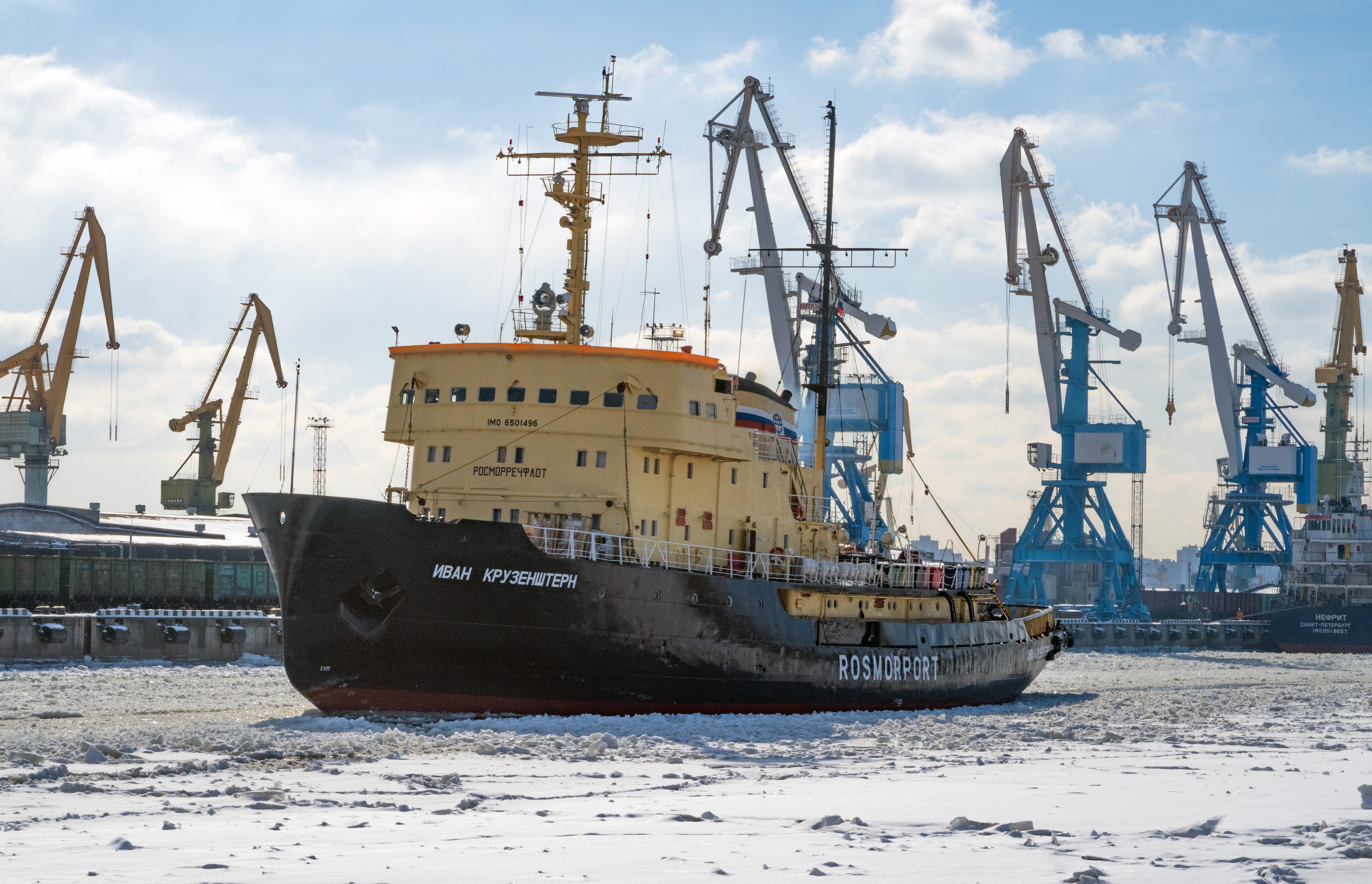
Ледокол «Иван Крузенштерн» проекта 97А в Морском канале у Канонерского острова (Санкт-Петербург), 8 марта 2021 года.
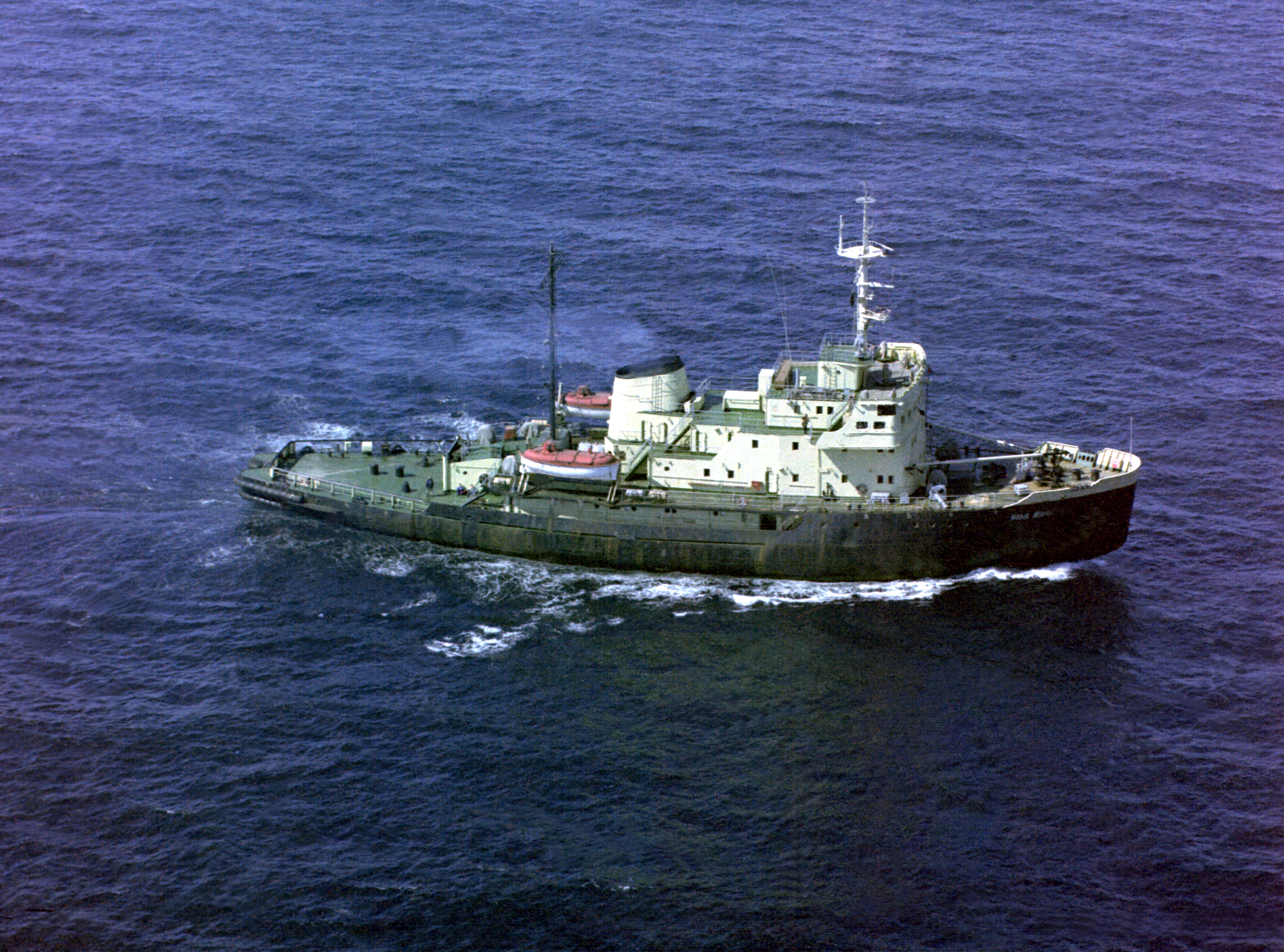
Ледокол «Илья Муромец» проекта 97К, 1 июня 1990 года.
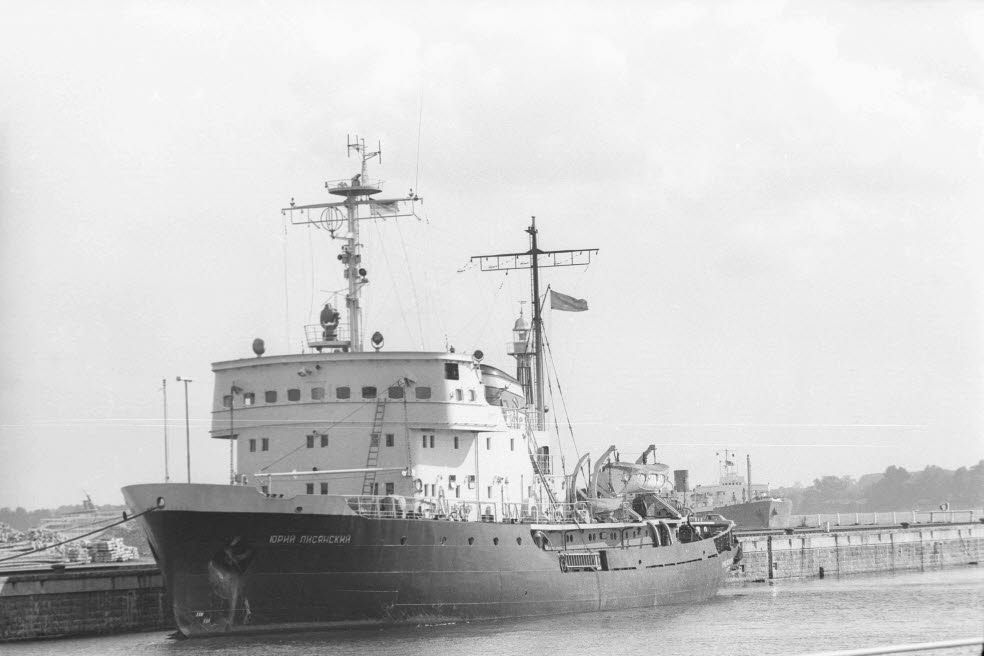
Ледокол «Юрий Лисянский» проекта 97А в порту города Киль (ФРГ), сентябрь 1970 года.
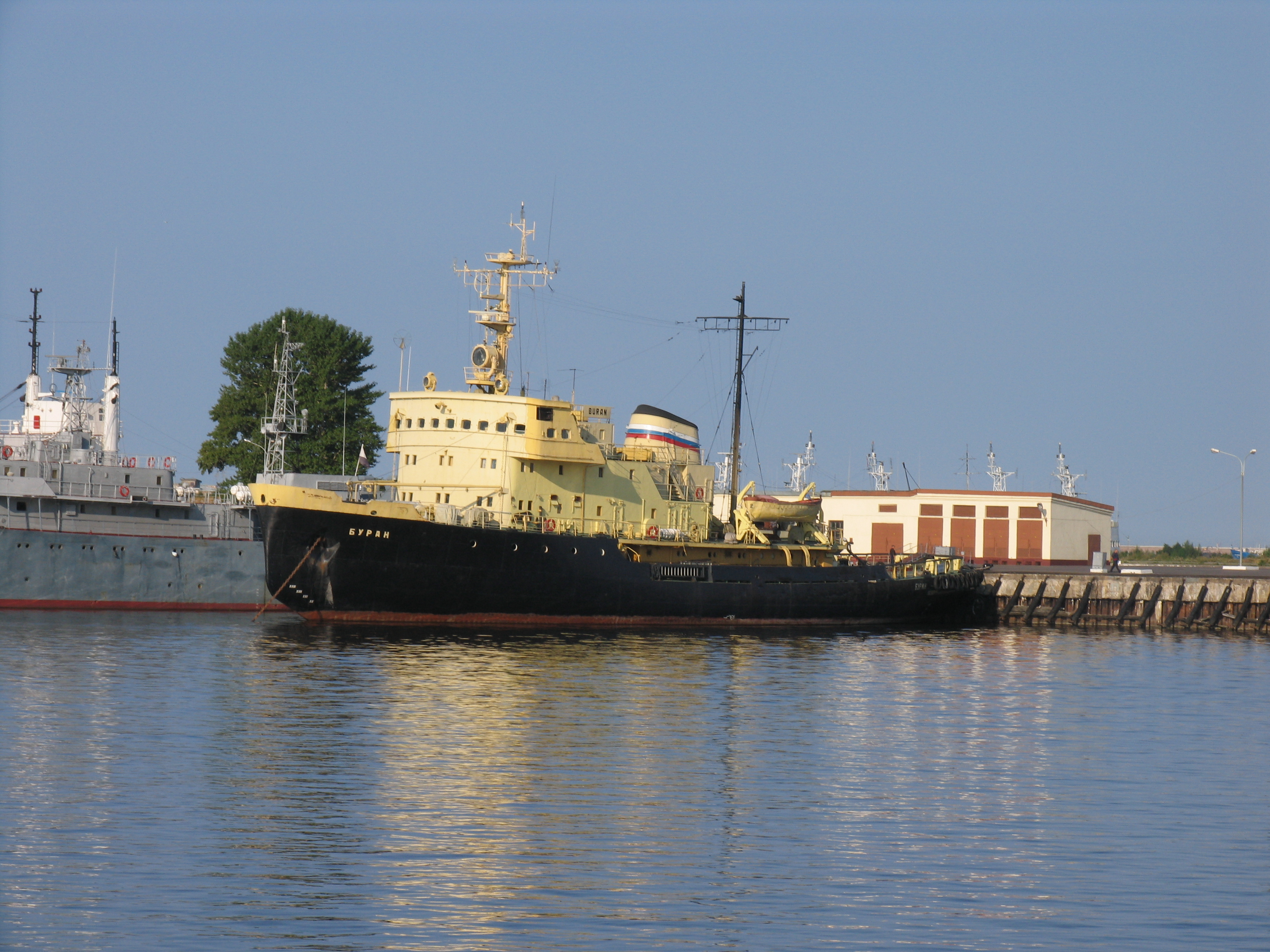
Ледокол «Буран» проекта 97К в Кронштадте, 12 августа 2010 года.
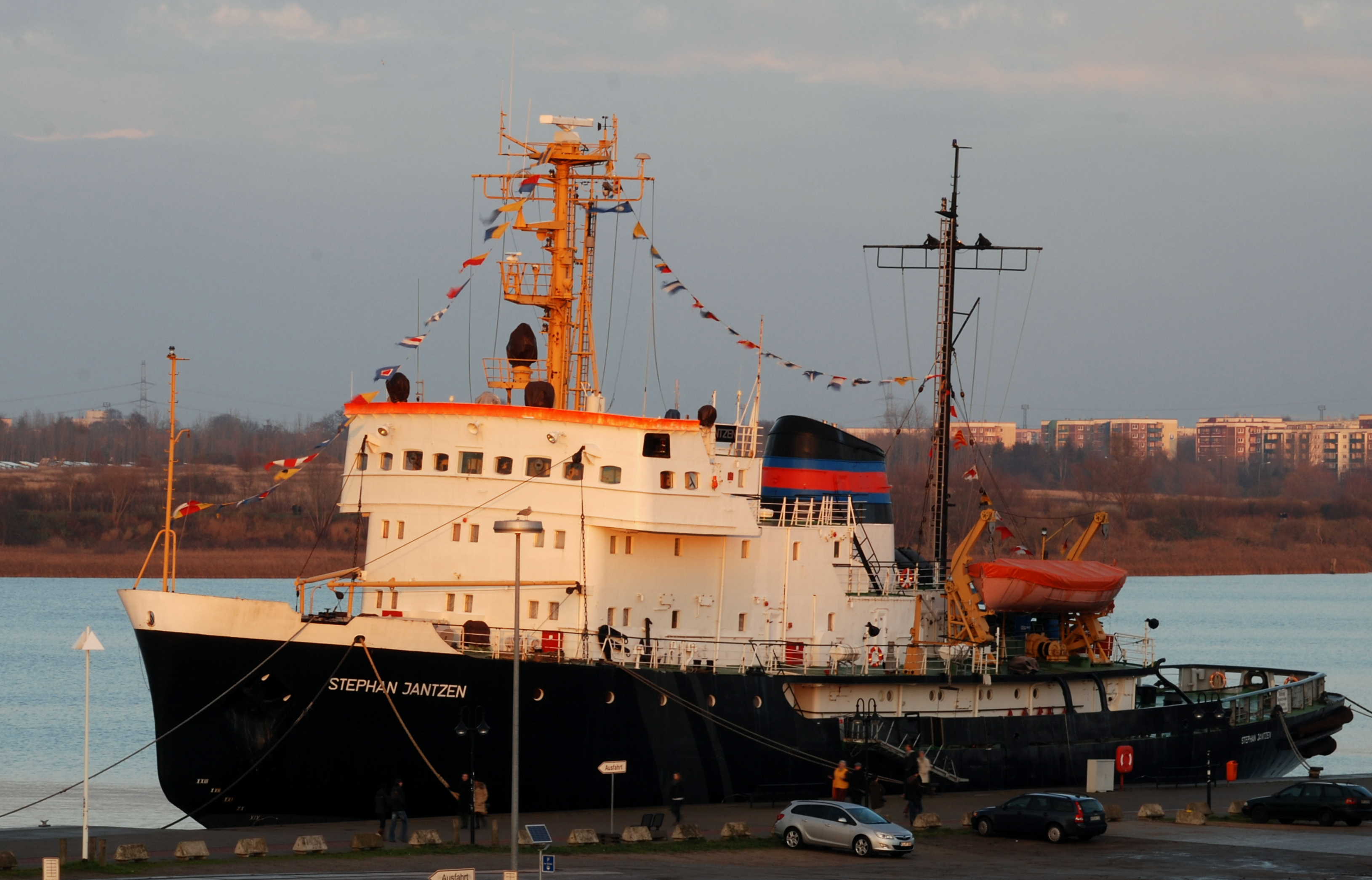
Судно-музей Stephan Jantzen проекта 97Е в порту города Росток (Восточная Германия), 25 ноября 2012 года.
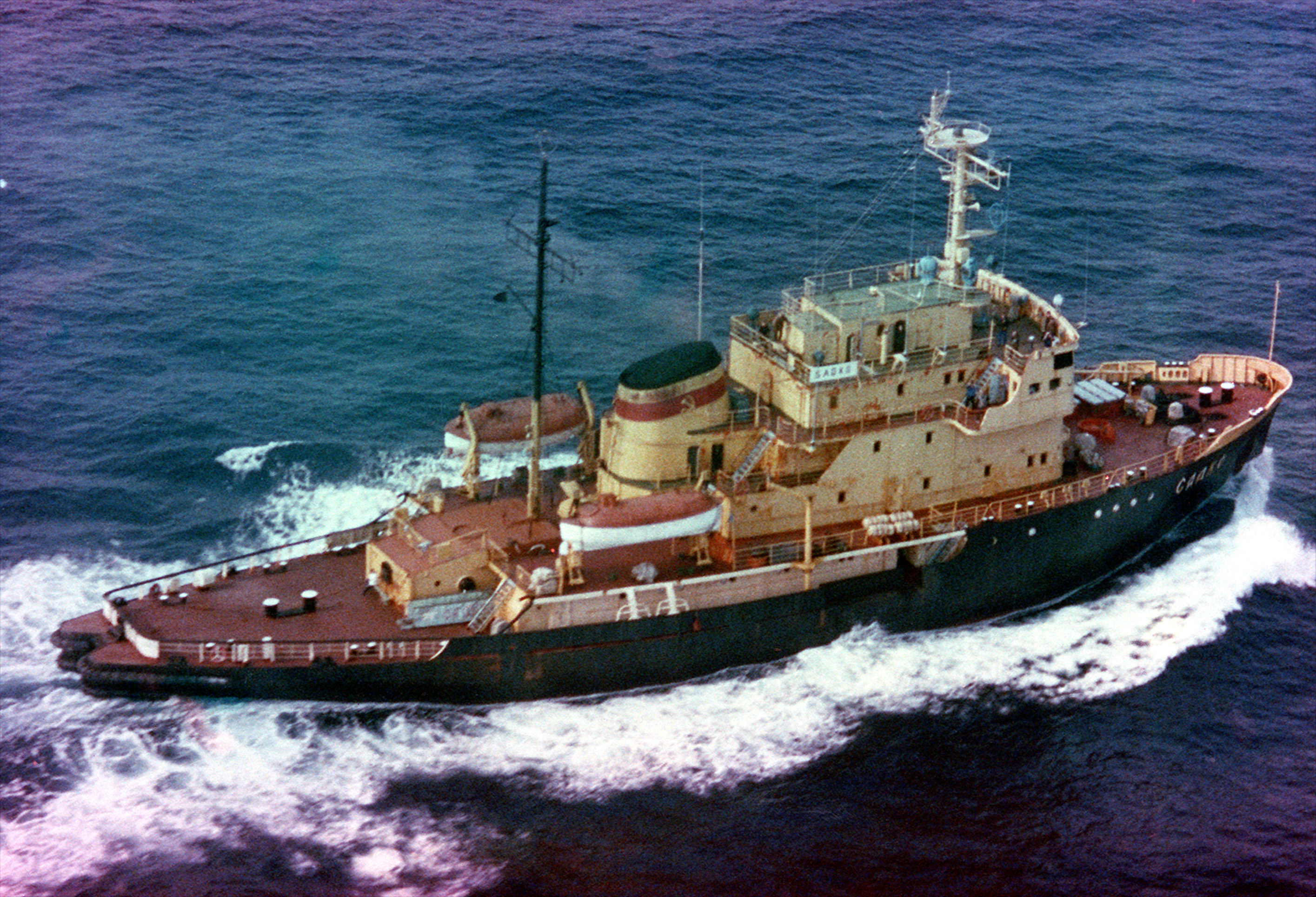
Ледокол «Садко» проекта 97АП, сентябрь 1991 года.
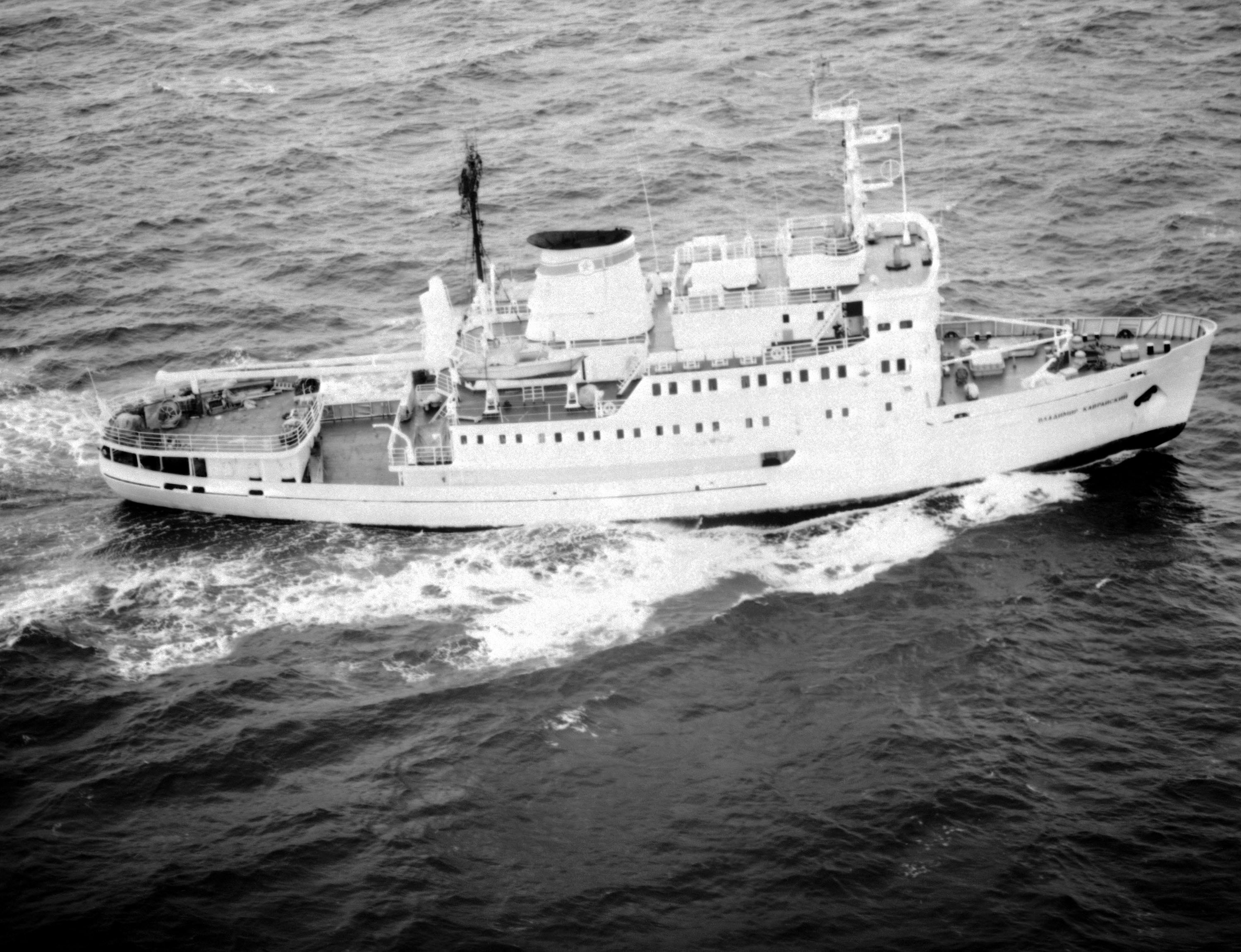
Гидрографическое судно «Владимир Каврайский» проекта 97Б, 9 апреля 1992 года.
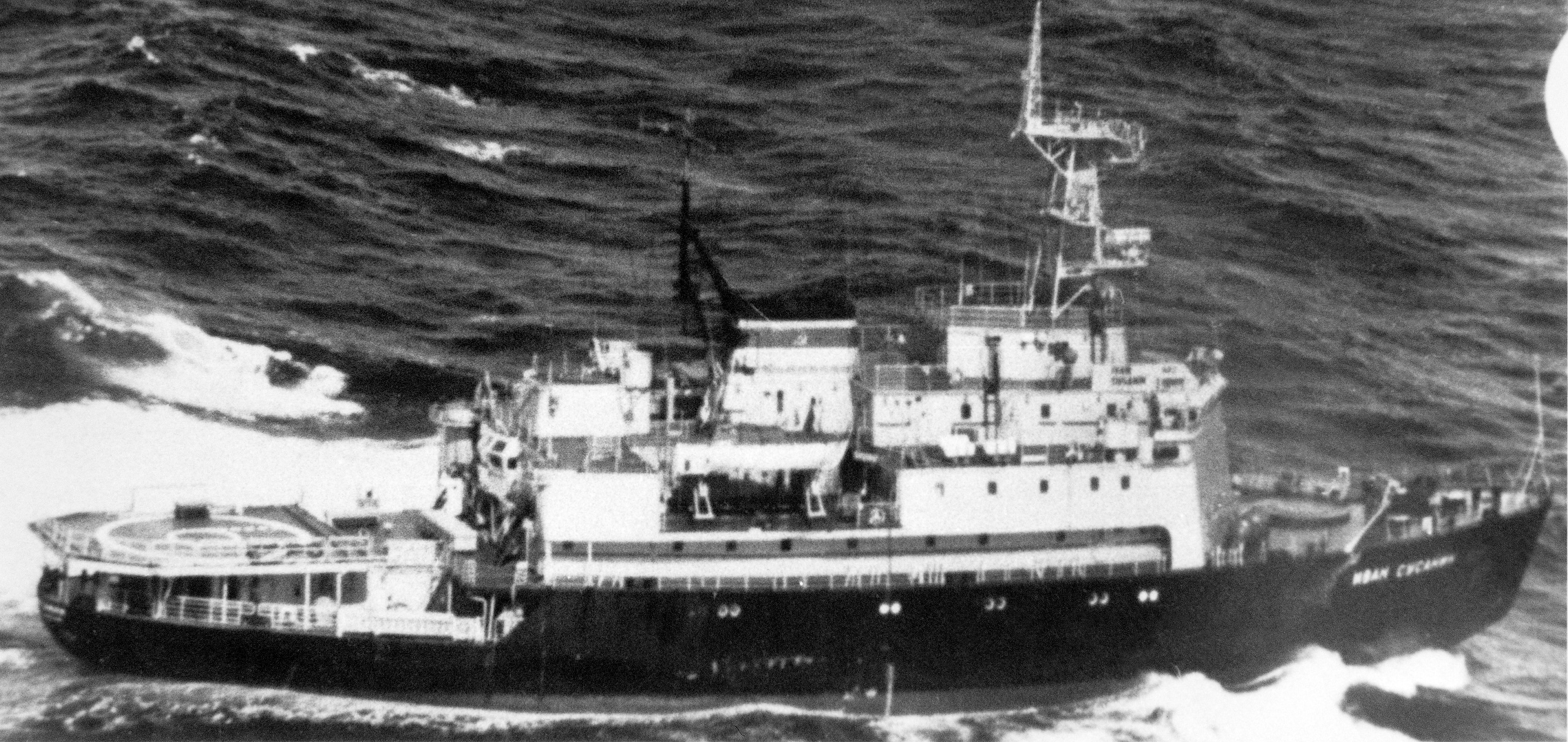
Ледокол «Иван Сусанин» проекта 97П, 1 мая 1985 года.
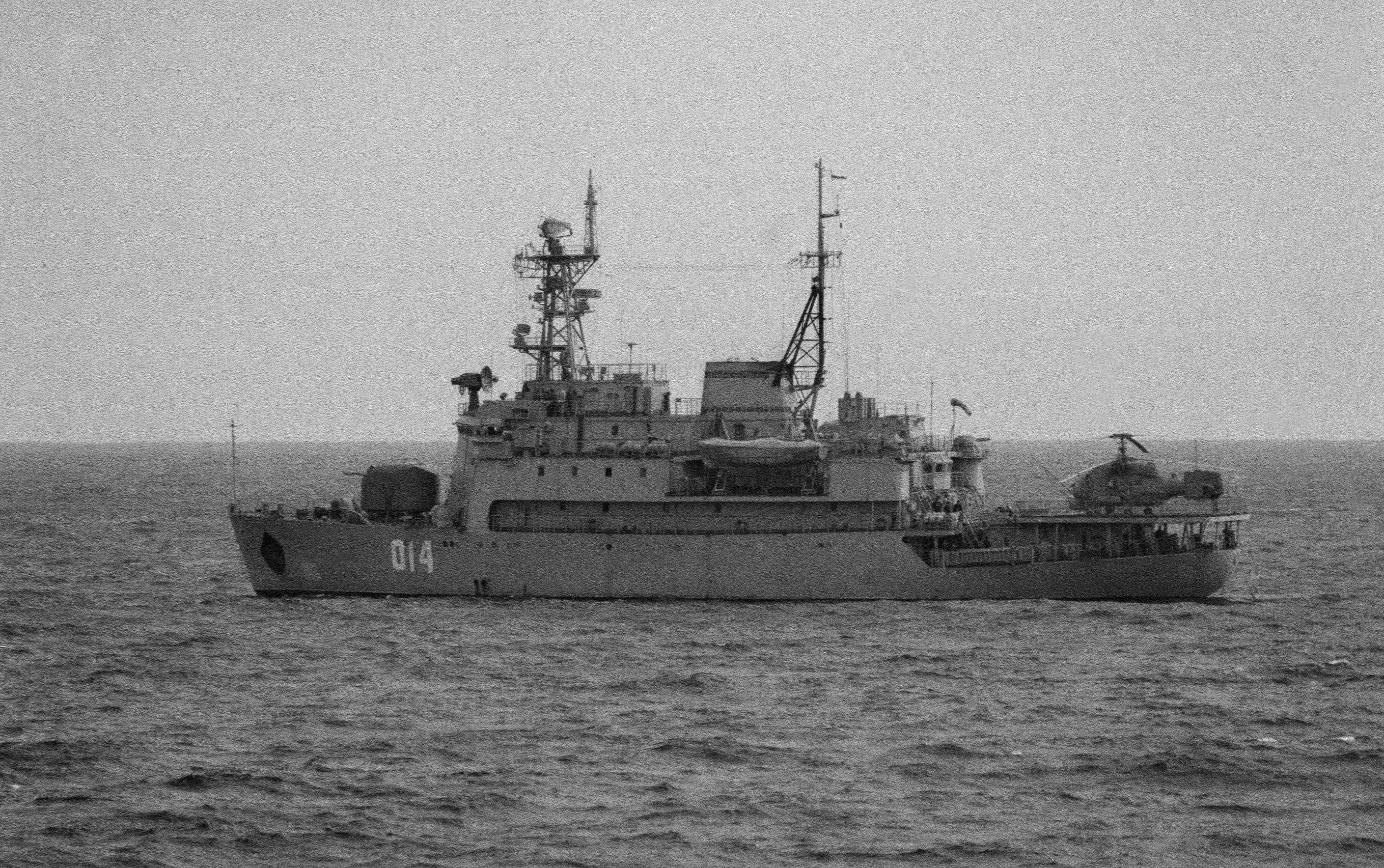
Пограничный сторожевой корабль «Имени XXV съезда КПСС» проекта 97П в районе гибели южнокорейского «Боинга», 17 сентября 1983 года.
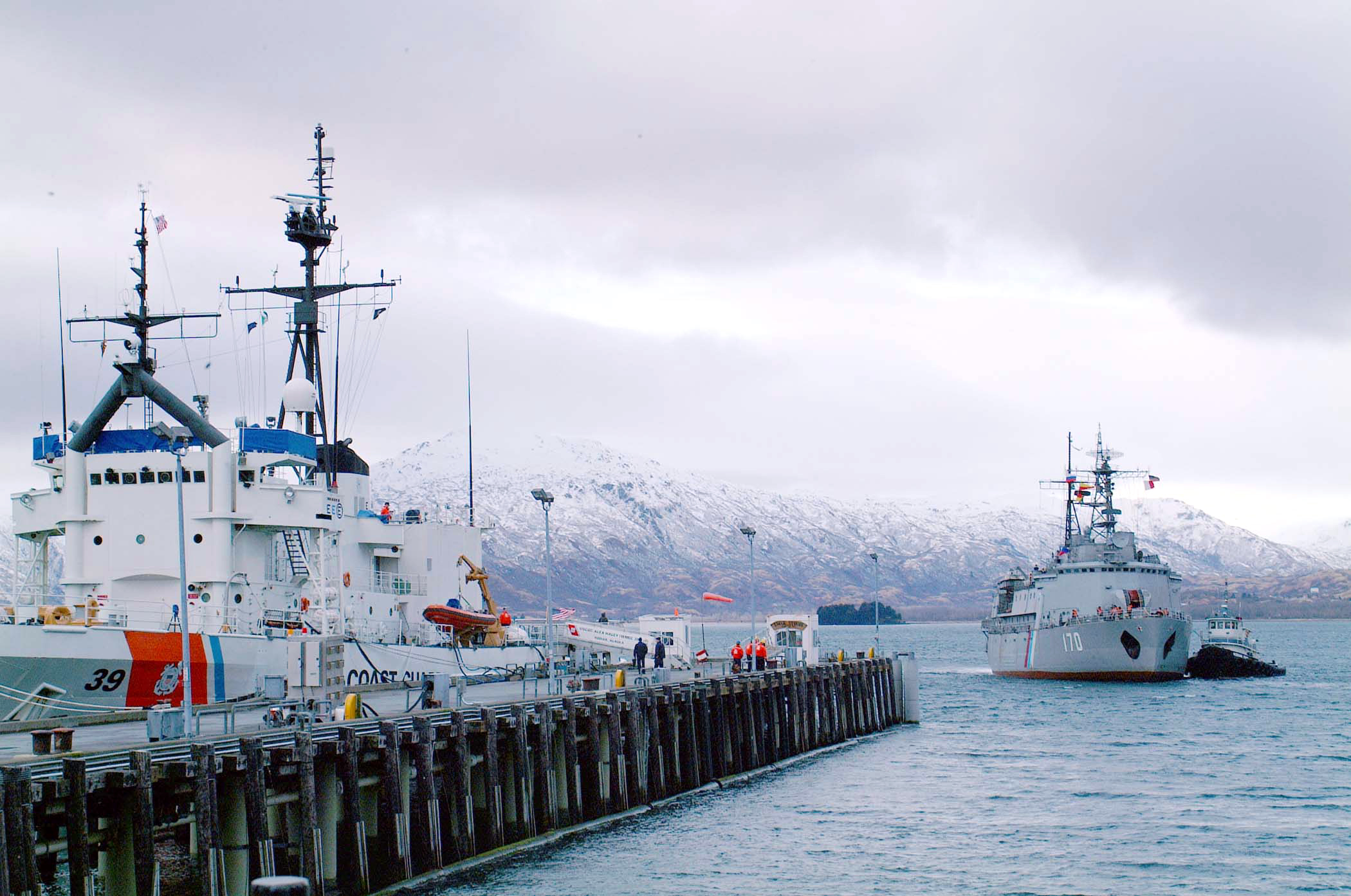
Пограничный сторожевой корабль «Нева» (бортовой номер 170) проекта 97П в порту города Кодьяк (Аляска), 12 апреля 2003 года.
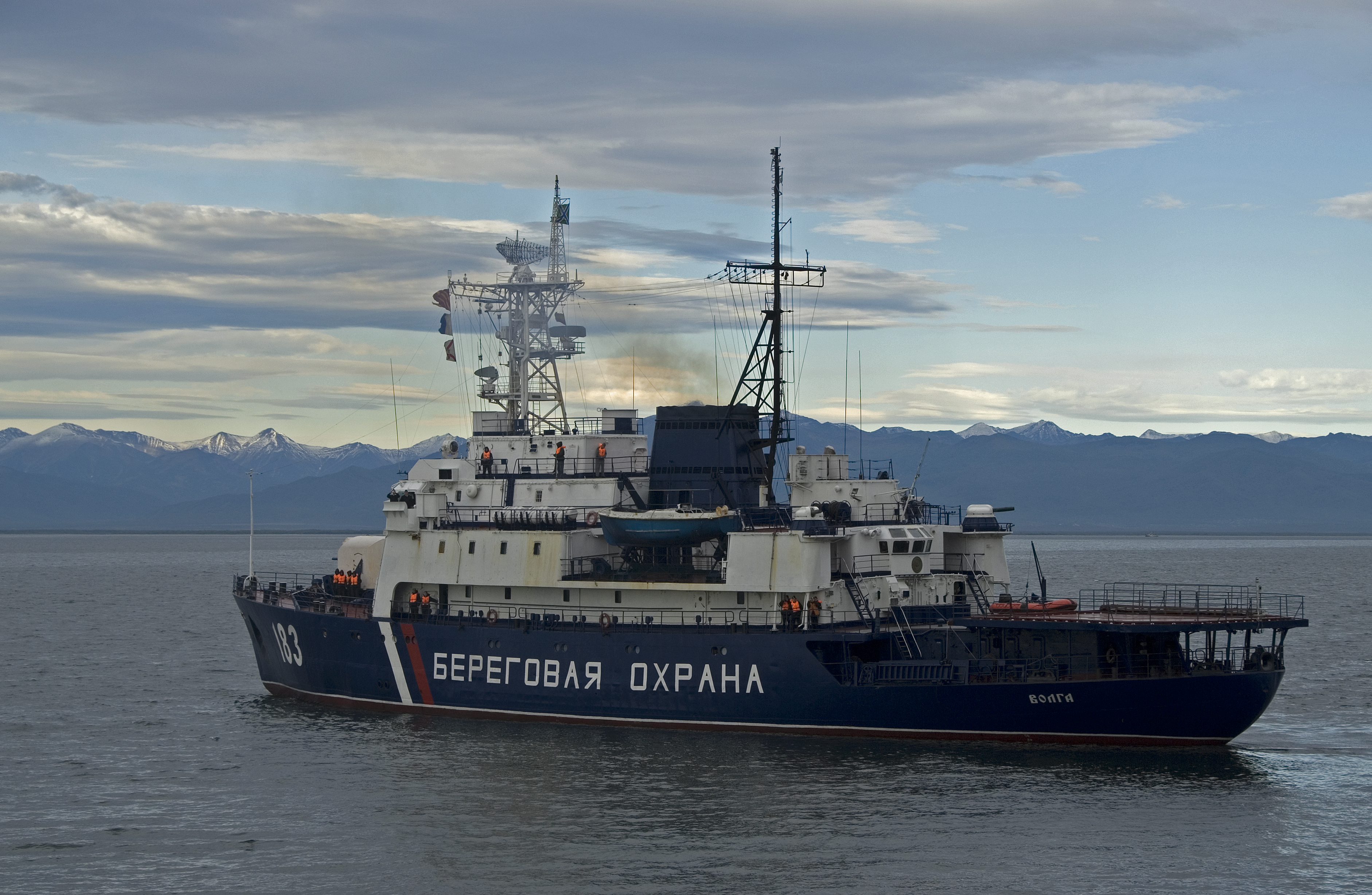
Пограничный сторожевой корабль «Волга» проекта 97П на рейде Петропавловска-Камчатского, 18 сентября 2007 года.
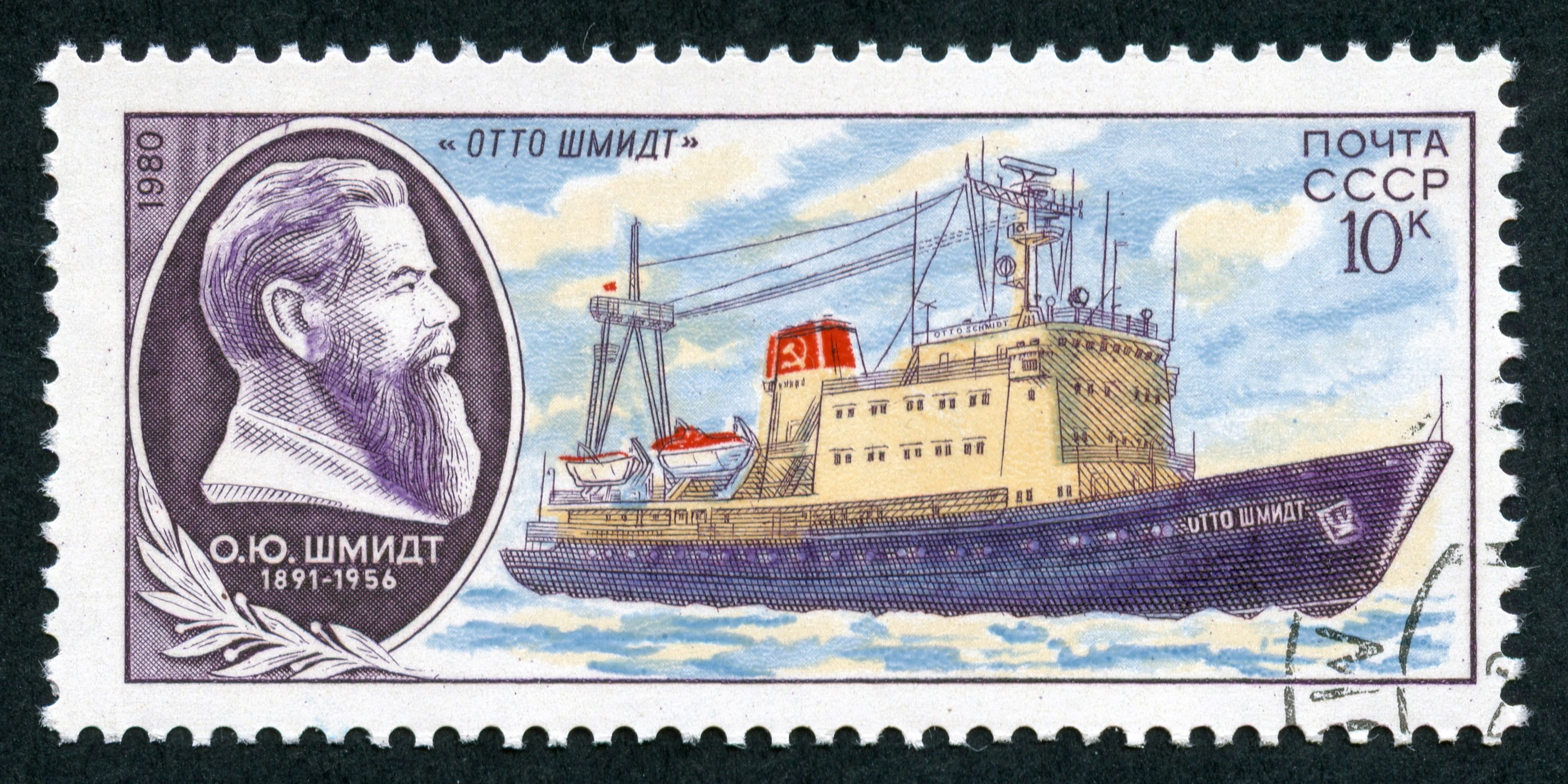
Изображение научно-исследовательского ледокола «Отто Шмидт» проекта 97Н на почтовой марке СССР (ЦФА [АО «Марка»] № 5134), 1980 год.
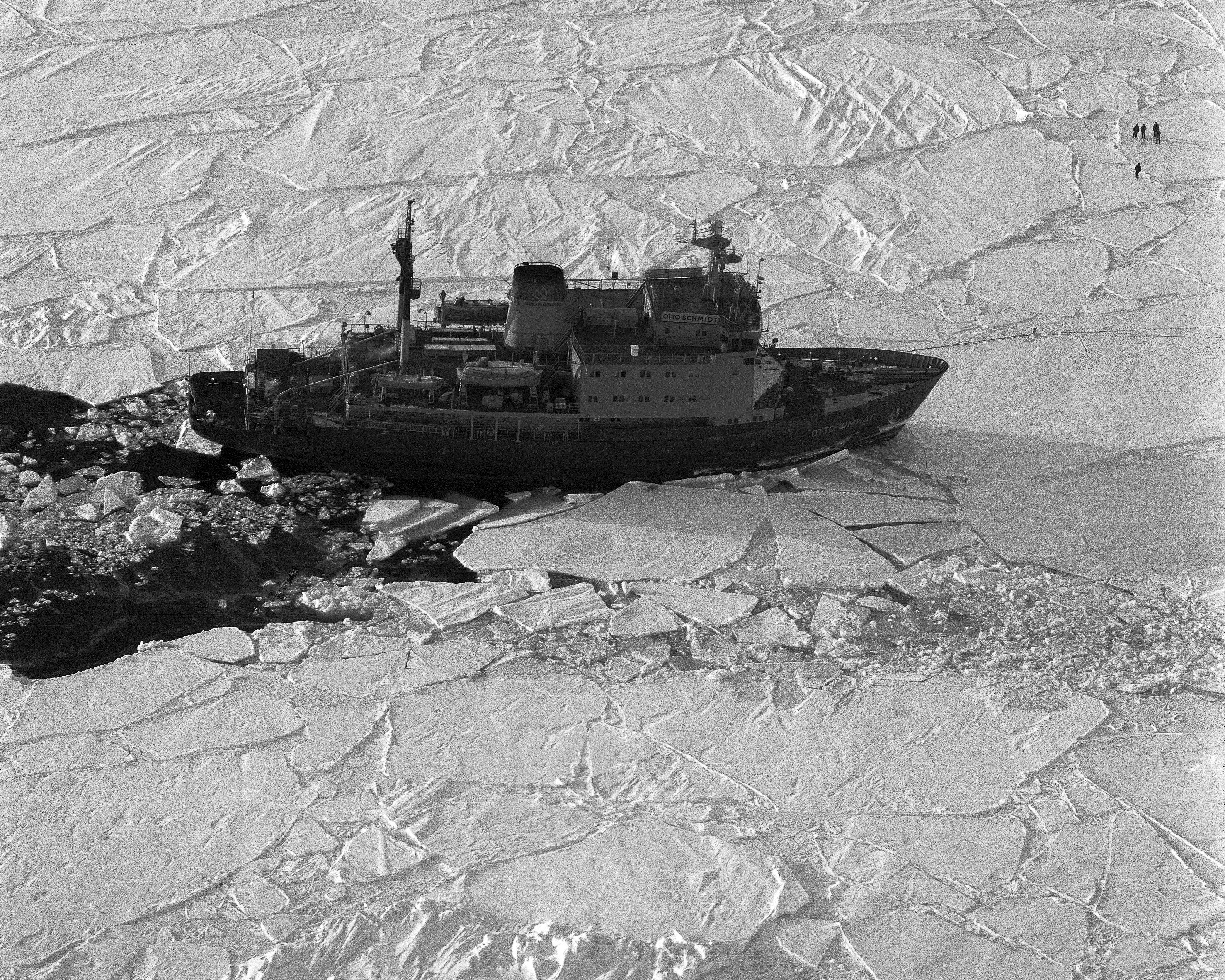
Научно-исследовательский ледокол «Отто Шмидт» проекта 97Н, 7 ноября 1988 года.

### Комментарии
1. 1 2 3  Авиационное вооружение (ВППл для вертолёта Ка-25ПС) закладывалось только на ледоколах проекта 97П, а также на гидрографическом судне проекта 97Б «Владимир Каврайский» (на последнем, после переклассификации его в плавучую казарму, ВППл по прямому назначению не использовалась).
2. 1 2  После прохождения приёмо-сдаточных испытаний на ледоколах проектов 97 и 97АП артиллерийское вооружение было демонтировано (с возможностью последующей установки в случае мобилизации), в том числе и на ледоколах «Иван Сусанин» и «Руслан» проекта 97П (вместе с радиолокационными системами управления огнём), которые были построены по заказу ВМФ СССР в качестве судов обеспечения.
3. ↑  В ходе строительства и модернизационных работ на многих ПСКР проекта 97П отказались от установки РЛСУ «Вымпел»[14]. На фотоснимках различных временных периодов антенный пост РЛСУ «Вымпел» отсутствует практически на всех единицах проекта.  Вероятно при отсутствии РЛСУ наведение АК-630 осуществлялось с резервных постов управления — с помощью визирных колонок, как например на ПСКР «Нева»[15].
4. ↑  В указанном источнике (RussianShips.info) информация о типе ЗРК и вариантах его размещения на упомянутых кораблях не приводится. В то же время на имеющихся фотоснимках данных ПСКР какие-либо пусковые установки корабельных ЗРК отсутствуют.  Вероятно имеется в виду ПЗРК: 2 стрелка-зенитчика, боекомплект каждого — 4 ПЗРК (состав одного ПЗРК: 1 пусковой механизм + 2 ЗУР в пусковых трубах).
5. ↑  С 2022 года использовалось в качестве судна-мишени при проведении военных учений[27].

### Фотогалереи и базы данных по приписке
- Тип «Добрыня Никитич». Проекты судов. Сайт «Водный транспорт». — Fleetphoto.ru. Дата обращения: 17 октября 2017.
- Проект 97Б. Проекты судов. Сайт «Водный транспорт». — Fleetphoto.ru. Дата обращения: 17 октября 2017.
- Проект 97П. Проекты судов. Сайт «Водный транспорт». — Fleetphoto.ru. Дата обращения: 17 октября 2017.
- Отто Шмидт. Ледоколы. Сайт «Водный транспорт». — Fleetphoto.ru. Дата обращения: 25 октября 2017.